# Hogna coloradensis
Hogna coloradensis este o specie de păianjeni din genul Hogna, familia Lycosidae. A fost descrisă pentru prima dată de Banks, 1894. Conform Catalogue of Life specia Hogna coloradensis nu are subspecii cunoscute.